# 南唐二陵
南唐二陵（なんとうにりょう）は、中華人民共和国南京郊外にあり中華門の南約22キロの江寧区祖堂山西南麓に位置する、南唐の皇帝李昪と李璟の陵墓である。
東側に欽陵が943年に作られ、李昪と宋皇后が葬られた。全長約21m、幅約10mであり、陵墓内は3つの主室、10の側室がある。墓室は秦・漢以来の帝王陵墓の規則に沿って作られ、陵墓の規模も比較的大きく、副葬品も多く出土している。
一方、順陵は961年に作られ、李璟と鍾皇后が葬られている。欽陵の西約100メートルに位置するが、李璟の崩御時には国勢は日に日に衰え、陵墓は欽陵に比べて簡略化され、副葬品も少なかった。
南唐二陵は既に宋代に盗掘にあっているが、600以上の文物が発掘されている。南唐二陵は1950年に発見され、中華人民共和国成立後の江南地方で最も早く発掘された皇帝の陵墓であり、中国では統一王朝、地方の王朝を含め、数少ない発掘済みの陵墓であり、一般公開されている貴重な陵墓である。1988年に全国重点文物保護単位に指定されている。

## 南唐二陵の発見
1950年春、夫子廟の市場にて骨董品を売る不審な店を警官が見つけ、店の主人を尋問をしたところ、骨董品は盗掘品であることが判明し、一人の盗掘団の仲間が逮捕された。事件の報告を受けた南京市軍管会主任の劉伯承は、ただちに押収した出土品の鑑定を南京博物院に指示、関係部門にも事件を精査するよう要求した。
事の発端は、数人の牧童が祖堂山南麓の太子墩と呼ばれる場所で牛を放牧していたところ、牧童たちは雨により崩れ出た穴を発見したことであった。好奇心旺盛な牧童たちは、穴の中の探検に入っていき、明器と陶俑を探し出した。後に一人の盗掘者に知られ、墓の副葬品が運び出されたが、夫子廟の市場に出土品が出回っているところを摘発されたのだった。
南京博物院院長の曽昭燏（曽国藩の四弟の曽国潢の曾孫娘）は、指示された出土品の鑑定で、いくつかの玉のかけらから金で「維保大元年」と「子嗣皇帝臣瑶」と刻まれた文字を発見し、彼女は驚き喜んだ。保大は中主李璟の年号で、瑶は李璟のことであった。この発見はただちに報告書にまとめられ、軍管会主任の劉伯承に報告されて、南京博物院院長の曽昭燏が自らが発掘調査に参加することになる。

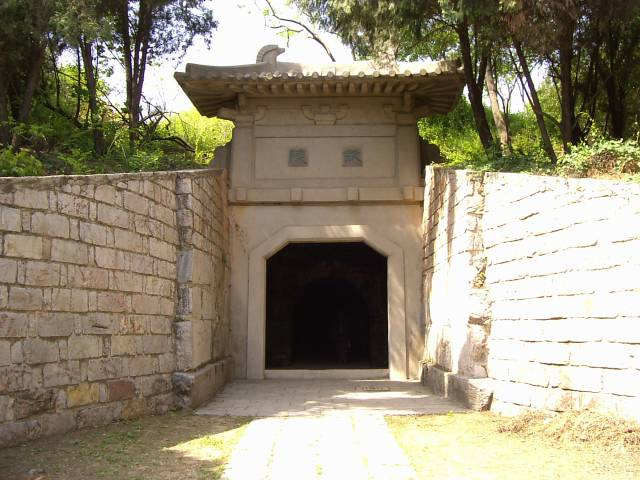
欽陵の入口
欽陵の中室
欽陵の後室
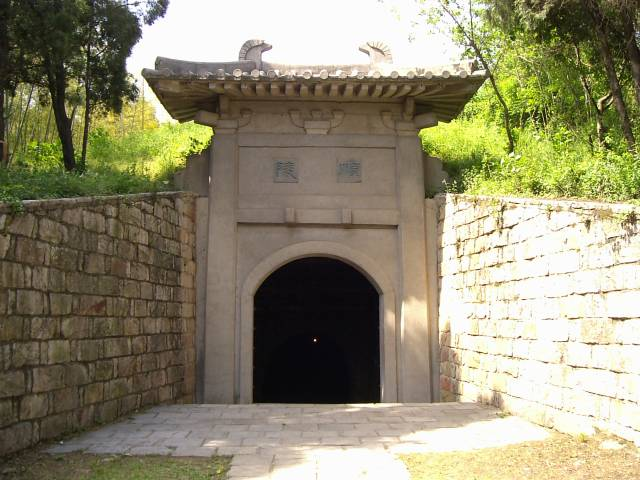
順陵の入口
順陵の中室
順陵の後室
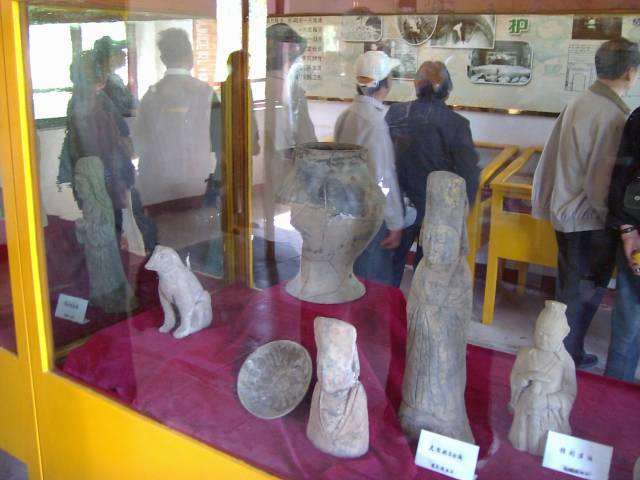
資料館

座標: 北緯31度53分26秒 東経118度44分01秒 / 北緯31.890556度 東経118.733611度